# Romualdo Mascherpa
Romualdo Mascherpa (Casalpusterlengo, 1785 – Torino, 1849) è stato un attore teatrale italiano.

## Biografia
Studiò al seminario di Lodi; successivamente entrò a far parte di una compagnia girovaga.
Dopo il matrimonio con l'attrice Maria Buccinieri fondò assieme a Luigi Velli, nel 1824 una compagnia teatrale.
Brillante interprete di Goldoni e Alfieri.
Fu capocomico di Maria Luisa di Parma, e nelle sue successive compagnie si misero in evidenza attori quali la Maddalena Pelzet, Luigi Domeniconi e Adelaide Ristori.